# اوموتسکویه
اوموتسکویه (به لاتین: Omutskoye) یک منطقهٔ مسکونی در روسیه است که در سرزمین آلتای واقع شده‌است.